# Satsivi

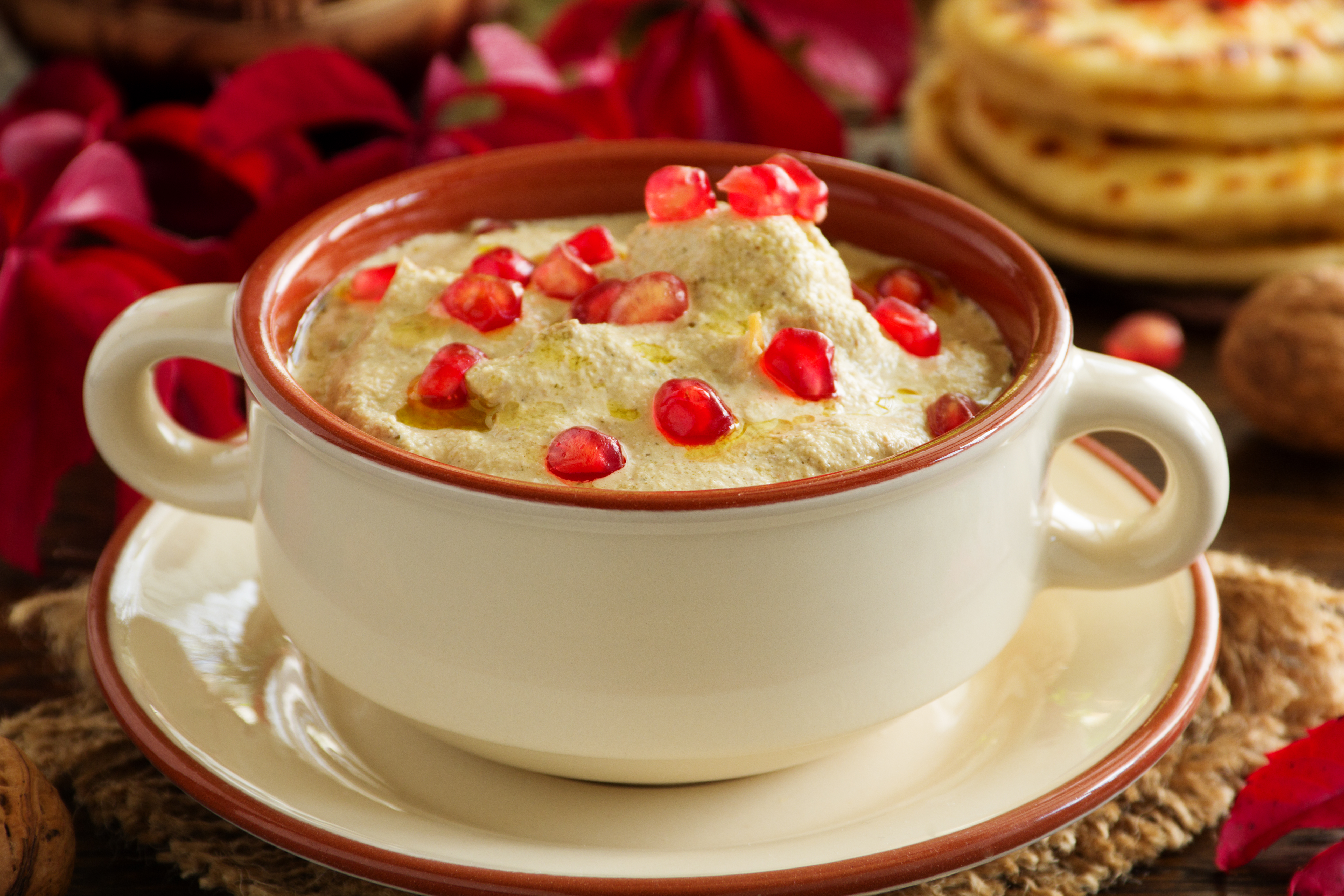
imagem do prato Satsivi.

Satsivi (საცივი, em língua georgiana) é um prato típico da Geórgia, preparado com peru cozinhado e servido frio com um molho de nozes. 
O peru é cortado em pedaços e cozido em água com sal, apenas o tempo suficiente para lhe retirar o excesso de gordura e amaciar a carne. Retiram-se do caldo e colocam-se no forno até ficarem dourados. Quando o caldo estiver frio, retira-se um pouco da gordura e frita-se cebola. Entretanto, moi-se miolo de noz com alho, junta-se coentro e canela moídos, vinagre, açafrão e pimenta, e junta-se esta mistura à cebola frita, acrescenta-se um pouco do caldo de cozer o peru (sem a gordura), cravinhos e deixa-se ferver durante algum tempo; junta-se o peru e feno-grego e deixa-se apurar.
Deixa-se arrefecer e serve-se com pão ou “ghomi” (o equivalente à polenta). 